# مايا نعمة
مايا نعمة (9 ديسمبر 1987 -) هي مغنية وراقصة لبنانية من ام روسية.

## حياتها ونشأتها
ولدت بتاريخ (9 ديسمبر 1987 -) شاركت في برنامج تلفزيون الواقع ستار أكاديمي 3. وبرنامج الرقص مع النجوم 2014

## الحياة الشخصية
كانت متزوجة منذ 2010 من الموزع الموسيقي وليد المسيح وقد دفع الطلاق في يوليو 2017.
قدمت برنامج talenteen على تلفزيون otv عام 2012 ولاقى نجاح ساحق. شاركت في برنامج الرقص مع النجوم عام 2014 وحصدت أعلى علامات في تاريخ البرنامج، في جعبتها 5 كليبات و-11 أغنية.
تزوجت عام 2016 بمدرب اللياقة البدنية شربل أبو خطا. وانجبت منه في يوليو عام 2024 طفله اسموها لوسي